# Dörtdivan
Dörtdivan ist eine Stadt und ein Landkreis der türkischen Provinz Bolu. Der Ort liegt etwa 40 Kilometer östlich der Provinzhauptstadt Bolu. Das Stadtsiegel weist die Jahreszahl 1962 auf, dies könnte ein Hinweis auf das Jahr der Erhebung zur Belediye sein.
Der Landkreis liegt im östlichen Zentrum der Provinz. Als Binnenkreis hat er keine Grenze zu anderen Provinzen. Er grenzt im Norden an den Kreis Yeniçağa, im Osten an Gerede, im Süden an Kıbrıscık sowie im Westen an den zentralen Landkreis. Die Stadt liegt vier Kilometer südlich der Europastraße 80, die von Edirne über Istanbul kommend nach Erzurum und zur iranischen Grenze führt und im Norden den Landkreis streift.

Dörtdivan liegt im Tal des Flusses Gerede Çayı, der bergige Süden des Kreises ist Teil der Köroğlu Dağları mit dem 2378 m hohen Köroğlu Tepesi an der Grenze zu Kıbrıscık. Im äußersten Süden liegt der kleine See Eğriova Göleti, im Norden der Divan Göleti.
Der Landkreis wurde am 20. Mai 1990 vom Kreis Gerede abgespalten. Neben der Kreisstadt (etwa 41,5 Prozent der Kreisbevölkerung) besteht er noch aus 24 Dörfern (Köy) mit durchschnittlich 161 Bewohnern je Dorf. Zehn Dörfer haben mehr Einwohner als dieser Durchschnitt. Doğancılar ist mit 319 Einwohnern das größte Dorf. Der Kreis hat die drittniedrigste Bevölkerungsdichte der Provinz.